# Proliferodiscus
Proliferodiscus — рід грибів родини Hyaloscyphaceae. Назва вперше опублікована 1983 року.